# Alrosa
Alrosa, en russe : Открытое акционерное общество АЛРОСА, Aktsionernaya kompaniya Alrosa OJSC, est une entreprise publique d'extraction diamantifère russe. Alrosa est un groupe russe de sociétés d'extraction de diamants qui occupe la première position dans le monde en termes de production de diamants,. Alrosa est engagée dans l'exploration de dépôt, l'extraction, le traitement et la vente des matières premières de diamant.
La principale activité  est concentrée en Yakoutie, dans la région d'Arkhangelsk et en Afrique. Alrosa extrait 97 % de tous les diamants en Russie[pas clair]. La part de la société ALROSA dans la production mondiale de diamants est de 57 %,.
Le 28 octobre 2013, la société a réalisé une introduction en bourse, au cours de laquelle ont été vendues 16 % des actions.
En 2021, le chiffre d'affaires de la société en Russie s'élève à 2,7 milliards d'euros.